# Mission Master (UGV)
El Rheinmetall Mission Master, es un vehículo terrestre no tripulado (UGV, por sus siglas en inglés) de multimisión que permite realizar varios perfiles de misión, desde servir como mulas hasta protección forzada y vigilancia, utilizando una variedad de cargas útiles modulares. Capaz de actuar en áreas peligrosas o difíciles de alcanzar, el Rheinmetall Mission Master brinda seguridad a las fuerzas montadas y desmontadas, aumenta su efectividad operativa y las mantiene fuera de peligro.
Basándose en una robusta plataforma base, el Mission Master apoya a las tropas durante misiones peligrosas, incluso en terrenos difíciles y condiciones climáticas hostiles. Al usar una variedad de cargas útiles modulares y fáciles de instalar, no solo proporciona protección en el campo de batalla, sino que también puede realizar una multitud de otras tareas, incluyendo transporte logístico, vigilancia, rescate, extinción de incendios, detección de CBRN y servicio de emisora de radio.
Tiene un modo "sígueme"  donde sigue de forma autónoma a un grupo de soldados.
Este vehículo puede transportar 500kg de carga además de hacer evacuaciones médicas.

### Rheinmetall Mission Master UGV - S
La solución de vehículo no tripulado para vigilancia
La variante de vigilancia está diseñada específicamente para tareas de observación perimetral, reconocimiento y exploración.

### Rheinmetall Mission Master UGV - P
La solución de vehículo terrestre no tripulado para protección de fuerza
La variante de protección de fuerza está diseñada específicamente para la protección del perímetro, el acompañamiento, la adquisición de objetivos y las tareas de compromiso.